# Padang Panjang
Padang Panjang là một thành phố (kota) thuộc tỉnh Tây Sumatra, Indonesia. Thành phố này có diện tích 23  km², dân số theo điều tra năm 2000 là 40.000 người, và dân số tại cuộc Tổng điều tra dân số năm 2010 là 47.008 người và dân só là theo điều tra dân số năm 2020 là 56.311 người; ước tính chính thức vào giữa năm 2022 là 57.850 - bao gồm 29.978 nam và 28.772 nữ. Thành phố có diện tích 23,0 km².
Thành phố nằm trên một cao nguyên bên dưới các ngọn núi lửa núi Marapi và núi Singgalang.